# Ronit Elkabetz
Ronit Elkabetz (Beerseba, 27 de noviembre de 1964 - Tel Aviv, 19 de abril de 2016) fue una actriz, guionista y directora de cine israelí, de ascendencia marroquí. Además de su trabajo en Israel, también participó en el cine francés. Recibió un total de siete nominaciones del Premio Ophir, de los cuales ganó tres a la Mejor actriz protagonista.

## Biografía
Elkabetz nació en Beersheba en 1964 en el seno de una familia judía religiosa marroquí, originaria de Essaouira. Creció en Kiryat Yam. Su madre hablaba francés y árabe marroquí, pero su padre insistió en hablar sólo hebreo. Elkabetz era el mayor de cuatro hijos, con tres hermanos menores. Su hermano menor Shlomi también se convirtió en director, y trabajaron juntos en la trilogía Gett: Le procès de Viviane Amsalem.
Elkabetz nunca estudió actuación y comenzó su carrera como modelo. Dividió su tiempo entre sus casas en París y Tel Aviv. Se casó con el arquitecto Avner Yashar, hijo del prominente arquitecto Yitzhak Yashar y la cantante de ópera Rema Samsonov, el 25 de junio de 2010. En 2012, tuvieron un hijo y una hija gemelos. Durante sus últimos años, fue presidenta honoraria del movimiento feminista Mizrahi "Ahoti – for Women in Israel", y se ofreció como voluntaria en las actividades de la organización, como la tienda de venta solidaria y campañas de colecta de ropa. En 2015 fue seleccionada para ser Presidenta del Jurado de la sección de la Semana Internacional de la Crítica del Festival de Cannes 2015.

## Carrera como actriz y directora

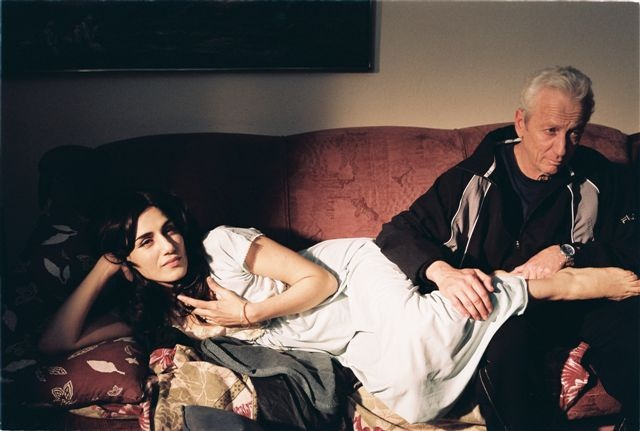
Elkabetz y Moni Moshonov en Jaffa (2009)

La primera aparición cinematográfica de Elkabetz fue en "El elegido" (המיועד) (1990), donde interpretó el papel protagonista junto a Shuli Rand. Ambos protagonizaron "Eddie King" de Gidi Dar en 1992. En 1994 protagonizó "Sh'Chur", por la que ganó el Premio de la Academia de Cine de Israel (Premios Ophir). En 1994 escribió con su pareja, Haim Bouzaglo, el guion de "Cicatriz" (צלקת), en la que también actuó, y para la que aprendió francés. En 1996 protagonizó "Palabras" (מילים), de Amos Gitai. En 1997 se mudó a París para estudiar en el Théâtre du Soleil de Ariane Mnouchkine. Durante ese período, se mantuvo como camarera. Hizo un espectáculo unipersonal sobre la vida de la coreógrafa Martha Graham en el Festival de Aviñón.
En 2001 protagonizó la película francesa Origine contrôlée, y ganó su segundo Premio Ophir por "Matrimonio tardío" (חתונה מאוחרת). En 2003 se asoció de nuevo con Gitai en "Alila" (עלילה). En 2004 fue nominada para el Premio Ophir por "Or (Mi tesoro)" (אור [האוצר שלי]), y protagonizó la serie israelí de drama legal
"Franco y Spector" (פרנקו וספקטור).
En 2004 escribió, dirigió (con su hermano, Shlomi Elkabetz) y protagonizó la película semiautobiográfica "Búscate una esposa" (ולקחת לך אישה), por la que fue nuevamente nominada para el Premio Ophir.  En 2006 también protagonizó la serie dramática israelí Parashat HaShavua (פרשת השבוע). En 2007 protagonizó La banda nos visita de Eran Kolirin, por la que ganó su tercer Premio Ophir. En 2008 junto con Shlomi terminaron su segunda película, Shiva ("Siete días"), que ganó el Premio Wolgin al Mejor Largometraje en el Festival de Cine de Jerusalén de 2008. En 2009 protagonizó junto a Catherine Deneuve La chica del tren (La Fille du Rer) de André Téchiné. Sus otros proyectos franceses recientes han incluido Cenizas y sangre (Cendres et Sang), Cabeza de turco (Tête de turc) y Les Mains libres. En 2010 recibió una nominación al Premio Ophira la Mejor Actriz por su trabajo en Mabul (מבול). En 2011 fue el tema del documental biográfico de Nir Bergman "Un extraño en Paris".
Su película de 2014 "Gett: The Trial of Viviane Amsalem" fue seleccionada para ser proyectada como parte de la sección de la Quincena de Realizadores del Festival de cine de Cannes de 2014. Esta fue la última película que Elkabetz dirigió antes de su muerte por cáncer de pulmón.

## Aclamación de la crítica cinematográfica
El crítico de cine israelí Uri Klein escribió: "Los espectadores pueden admirar a Ronit Elkabetz o apartarse ante ella, o admirar y apartarse al mismo tiempo. Ignorarla no es una opción. El misterio y el exotismo, la amenaza y el peligro finalmente se han reunido en una presencia potente y un control convincente".
En mayo de 2010, Elkabetz recibió el Premio France Culture Cinéma en el Festival de cine de Cannes, un premio otorgado a cineastas por su trabajo de calidad y participación social. Los jueces la describieron como "una mujer llena de pasión y erotismo, que incluso puede interpretar a la reina de Egipto".
Pascal Elbé, director de "Cabeza de turco" (Tête de turc), citó su entusiasmo por el casting de Elkabetz. "Elegí a una actriz que me recuerda a las grandes estrellas italianas de la posguerra, como Anna Magnani". Ese mismo año, Elkabetz recibió un premio a la trayectoria de la Academia de Cine de Israel por su contribución al cine israelí.

## Muerte
Elkabetz murió de cáncer de pulmón en Tel Aviv el 19 de abril de 2016 a la edad de 51 años después de una larga lucha contra la enfermedad. Está enterrada en el cementerio Kiryat Shaul.

## Filmografía
Como actriz:
- - Mariage tardif (2001)
  - Origine Controlée (2001)
  - Alila (2003)
  - Mon trésor (2004)
  - La banda nos visita (2007)
  - La chica del tren  (2009)
  - Jaffa (2009)
  - El juicio de Viviane Amsalem (2014)

Como directora:
- - Prendre femme (2004, junto con su hermano Shlomi Elkabetz)
  - Siete días (2008)
  - El juicio de Viviane Amsalem (2014, junto con su hermano Shlomi Elkabetz)

## Premios y distinciones
Festival Internacional de Cine de Venecia
| Año  | Categoría              | Película       | Resultado |
| ---- | ---------------------- | -------------- | --------- |
| 2004 | Premio de la audiencia | To Take a Wife | Ganadora  |
| 2004 | Premio Isvema          | To Take a Wife | Ganadora  |

Festival Internacional de Cine de San Sebastián
| Año  | Categoría                | Película                             | Resultado |
| ---- | ------------------------ | ------------------------------------ | --------- |
| 2014 | Premio TVE - Otra Mirada | Gett: El divorcio de Viviane Amsalem | Ganador   |